# Wenczesław Poniż

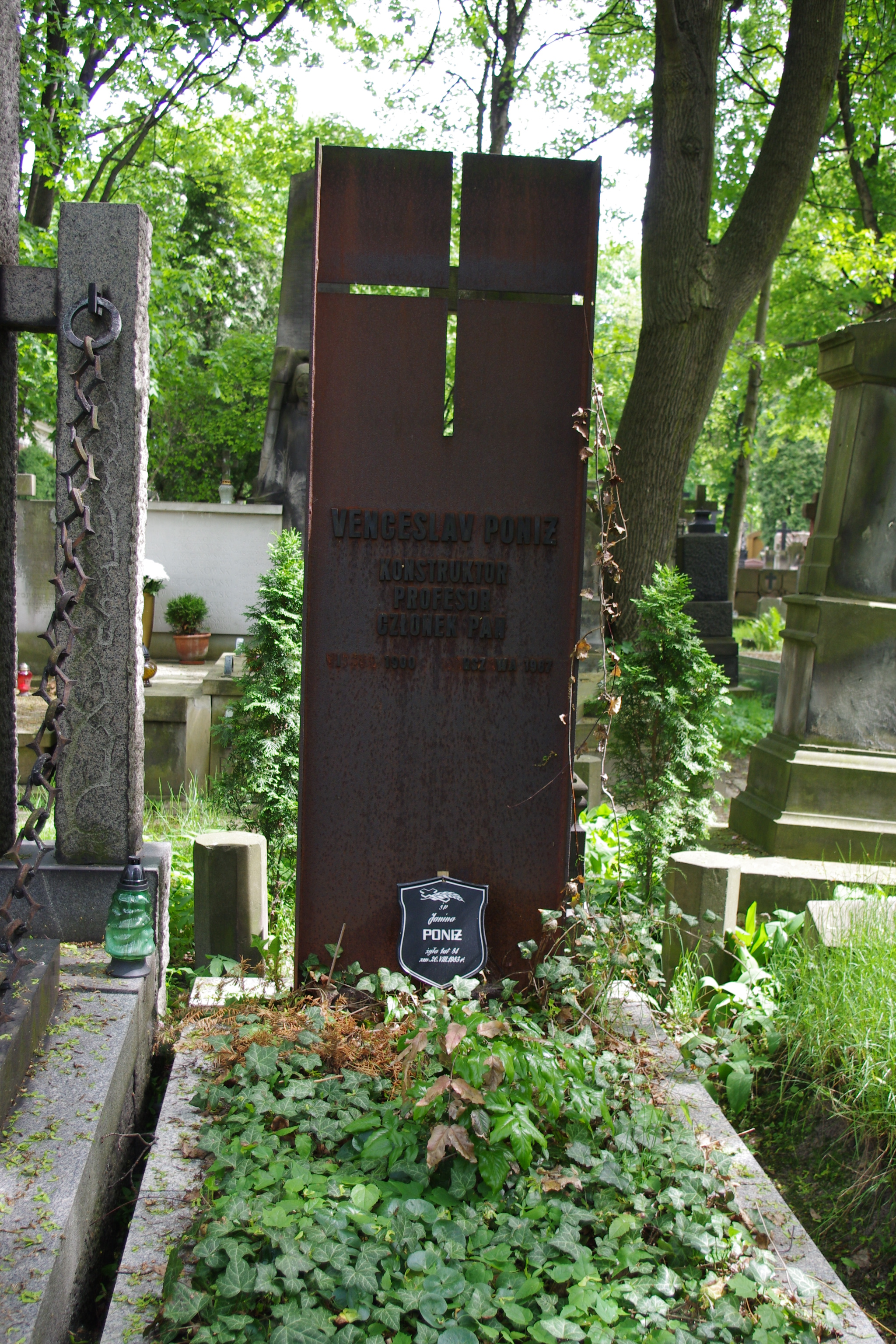
Grób Wenczesława Poniża na cmentarzu Powązkowskim

Wenczesław (Wieńczysław) Poniż, właśc. Venčeslav Poniž (ur. 25 września 1900 w Vipavie, zm. 20 listopada 1967 w Warszawie) – inżynier dróg i mostów, konstruktor budowlany.

## Życiorys
Urodził się w Vipavie, w rodzinie Jerneja, mistrza murarskiego, i Jožefy Premrl, właścicielki piekarni.
Od 1925 był mężem Janiny Kazimiery z Minasowiczów (1899–1983).
Zmarł w Warszawie, pochowany na cmentarzu Powązkowskim (kwatera 168-6-9).

### Kariera naukowa
W latach 1919–1926 studiował na Wydziale Inżynierii politechnik: w Wiedniu, Pradze, a następnie Lwowie, gdzie ukończył studia w 1926 i uzyskał tytuł inżynierski.
W 1934 uzyskał stopień doktora nauk technicznych oraz polskie obywatelstwo. Habilitował się przed 1939. W 1935 przeniósł się na Politechnikę Warszawską, gdzie pracował jako wykładowca na Wydziale Architektury, a w latach 1940–1944 również w ramach tajnego nauczania.
Po II wojnie światowej był wykładowcą w Państwowej Wyższej Szkole Technicznej i Politechnice Warszawskiej, gdzie w 1946 został profesorem. Od 1960 był członkiem korespondentem Polskiej Akademii Nauk.

### Kariera zawodowa
W okresie 1926–1927 współpracował ze Stefanem Bryłą przy budowie mostu spawanego na Słudwi, gdzie przeprojektował konstrukcję mostu na spawaną. W latach 1931–1933 wraz ze Stefanem Bryłą stworzyli projekt spawanej konstrukcji stalowej dla warszawskiego biurowca Towarzystwa Ubezpieczeń „Prudential” przy pl. Napoleona. W tym samym roku współprojektował Centralny Dworzec Pocztowy w Warszawie u zbiegu ulic Chmielnej i Żelaznej.
Po II wojnie światowej pracował w Warszawie przy odbudowie Hal Mirowskich i Teatru Wielkiego, jak również budowie Ściany Wschodniej przy ul. Marszałkowskiej, Huty Warszawa, gmachu Państwowej Komisji Planowania Gospodarczego przy pl. Trzech Krzyży i hal FSO na Żeraniu.
W latach 1947–1948 był dyrektorem naczelnym Przedsiębiorstwa Budownictwa Przemysłowego. W okresie 1948–1952 dyrektorem naukowym Centralnego Biura Projektów i Studiów Budownictwa Przemysłowego.
Pracował również jako projektant i konsultant wielu budów jak np.: mostu w Szczecinie, przebudowy wieży na Targach Poznańskich, budowy Nowej Huty i innych.

## Ordery i odznaczenia
- Krzyż Kawalerski Orderu Odrodzenia Polski (22 lipca 1951)[7]
- Medal 10-lecia Polski Ludowej (19 stycznia 1955)[8]